# 1994年オレゴン州住民投票19
住民投票19（じゅうみんとうひょうじゅうきゅう、英語: Ballot Measure 19）は、アメリカ合衆国オレゴン州で1994年に行われた市民発案。

## 概要
この発案は、オレゴン州憲法を改正することで、わいせつと児童ポルノに対する表現の自由の保護を制限しようとした。発案は54.3%の反対票と45.7%の賛成票を得て、反対多数で否決された。
この発案に反対したのは、アメリカ自由人権協会が率いる「検閲なし - 19なし」委員会を構成するグループだった。他のグループには、書店、ビデオ店、学生団体が含まれていた。